# Peter Andreas Heiberg
Peter Andreas Heiberg (ur. 16 listopada 1758 w Vordingborgu, zm. 30 kwietnia 1841 w Paryżu) – duński pisarz epoki oświecenia, członek Towarzystwa Norweskiego.
W latach 1787–1793 ukazywała się w częściach jego powieść satyryczna Rigsdalers-Sedlens Hændelser, w której opisując historię banknotu zmieniającego właścicieli (pochodzących z różnych środowisk) skrytykował duński feudalizm. W swoich utworach sympatyzował z rewolucją francuską oraz ideami racjonalistycznymi. Przeciwstawiał się duńskiemu absolutyzmowi oraz wpływom kultury niemieckiej, m.in. sentymentalizmowi oraz dodawaniu przed nazwiskami przedrostka von, czemu dał wyraz w komedii De Vonner og de Vanner z 1792. Pisał również poezje, głównie okolicznościowe, m.in. satyrę Indtogsvisen (1790) z okazji przyjazdu do Kopenhagi oraz ślubu księcia Fryderyka. Z powodu swojego poparcia dla reform został wydalony z Danii; zamieszkał we Francji.
Z powieściopisarką Thomasine Christine Gyllembourg miał syna Johana Ludviga Heiberga, komediopisarza.